# (341) California
(341) California – planetoida z grupy pasa głównego asteroid.

## Odkrycie
Została odkryta 25 września 1892 roku w Landessternwarte Heidelberg-Königstuhl w Heidelbergu przez Maxa Wolfa. Nazwa planetoidy pochodzi od amerykańskiego stanu Kalifornia. Przed jej nadaniem planetoida nosiła oznaczenie tymczasowe (341) 1892 J.

## Orbita
(341) California okrąża Słońce w ciągu 3 lat i 96 dni w średniej odległości 2,2 j.a. Planetoida należy do rodziny planetoidy Flora nazywanej też czasem rodziną Ariadne.